# براندان فلين
براندان فلين (بالإنجليزية: Brendan Flynn)‏ هو منافس ألعاب قوى أسترالي، ولد في 30 ديسمبر 1953.